# Sức mạnh của nến
Raeng Tian (tên tiếng Thái: แรงเทียน, tên tiếng Việt: Sức mạnh của nến) là phim truyền hình Thái Lan phát sóng vào năm 2019. Phim phát sóng trên đài GMM 25 từ ngày 2 tháng 9 năm 2019. Phim với sự tham gia của Chermarn Boonyasak và Wongsakorn Poramathakorn.

## Nội dung
Tiansee (Ploy) - cô gái xinh đẹp bỗng nhiên bị anh chàng bạn trai yêu nhau 7 năm "đá" ngay trong ngày kỉ niệm quen nhau chỉ vì "khi không còn tình cảm thì đường ai nấy đi". Đó vốn dĩ là lời bao biện cho việc anh chàng đang đào mỏ cô nàng Ratikorn (Yardthip) giàu có. Thất vọng và tổn thương, cô biến thành một người ghét cay ghét đắng đàn ông. Rồi một ngày nọ, trong lúc xúc động cô đã lái xe và gây tai nạn xe cho Tiwa (New) – anh trai của Ratikorn. Tiansee vô tình biết được mối quan hệ giữa người đàn ông cô từng yêu đến điên dại – Ratikorn và Tiwa. Cô đã lợi dụng cơ hội trời cho này, lợi dụng Tiwa để trả thù Teerat (Nat) – người đàn ông đã phản bội cô.
Nhưng lửa gần rơm lâu ngày cũng cháy, Tiansee dần phải lòng người đàn ông luôn quan tâm chăm sóc và nâng niu mình. Thế nhưng, khi sự thật được phơi bày, liệu tình yêu có đủ lớn để Tiwa chấp nhận được sự thật anh là con cờ trong công cuộc trả thù của cô?

## Diễn viên
- Chermarn Boonyasak vai Tiansee (Tian)
- Wongsakorn Poramathakorn vai Tiwa (Wa)
- Yardthip Rajpal vai Ratikorn (Pat) (em gái Tiwa)
- Nat Thephussadin Na Ayutthaya vai Teerat (Tee)
- Virahya Pattarachokchai (Gina The Face) vai Alice
- Ranya Siyanon vai Parawee (mẹ Tewa)
- Nahathai Pichitra vai Emon (mẹ Teerat)
- Inchalita Pullaphiwat vai Natcha (bạn Tiansee)
- Bancherd Santanapanich vai Pong (bạn Tiansee)
- Patara Eksangkul vai Thanakrit
- Sutthipha Kongnawdee vai Lur Luk (trợ lý)
- Penpeth Penkul vai Itthidet
- Kunakorn Kirdpan vai Tinnakorn (bố Tiansee đã mất)
- Natwara Wongwasana vai Jane (bạn Tiwa)

## Ca khúc nhạc phim
- ยิ่งเกลียด ยิ่งรัก / Ying Gliet Ying Ruk - Panadda Ruangwut

## Rating
- Tập 1: 0.54
- Tập 2: 0.44
- Tập 3: 0.5
- Tập 4: 0.49
- Tập 5: 0.54
- Tập 6: 0.57
- Tập 7: 0.46
- Tập 8: 0.47
- Tập 9: 0.62
- Tập 10: 0.53
- Tập 11: 0.52
- Tập 12: 0.83
- Tập 13: 0.71
- Tập 14: 0.76
- Tập 15: 1.0
- Tập 16: 0.96
- Tập 17: 0.87
- Tập 18: 0.81
- Tập 19: 0.83
- Tập 20: 0.92
- Tập 21: 0.76
- Tập 22: 0.92

Trung bình: 0.68